# 国政調査権
国政調査権（こくせいちょうさけん）は、国政に関して調査を行う議院に与えられた権限。日本国憲法第62条に「両議院は、各々国政に関する調査を行い、これに関して、証人の出頭及び証言並びに記録の提出を要求することができる」という明文の規定がある。

## 概説
国政調査権は各議院（衆議院と参議院）が別個に独立して行使する権限である。委員会中心主義により、各議院の委員会を通じて行使される。
ここでいう「国政」の範囲は広く、立法・行政・司法を含むが、一般に司法権の独立により現に訴訟係属中の裁判や裁判官個人の資格等には及ばない。また国政調査権の活動の範囲は証人尋問、記録の提出等までであり、それ以上の強制力を有する住居侵入、捜索、押収、逮捕等は許されていない。
判決確定後であっても裁判内容の当否を調査し批判することは、認められないと解される。これが後続の類似した裁判を担当する裁判官の訴訟判断に大きく影響を及ぼすことが危惧されるためである（例として浦和事件など）。
国政調査権行使の手段は様々だが、特に有名なのは証人喚問である。
国政調査権に衆議院の優越は認められていない。

## 法令上の具体化規定
国政調査権は、憲法上に定められた議院の権能であるが、実際に当該調査権を行使するためには、手続的規定が必要であり、いくつかの立法的手当てがなされている。
- 議院における証人の宣誓及び証言等に関する法律（議院証言法）
  - いわゆる国会において行われる証人喚問について規定するもの。
- 国会法に基づく官公署等に対する報告・記録請求
  - 国会法第104条に基づき、各議院・委員会は、内閣、官公署その他に対し、必要な報告・記録の提出を求めることができる。
- 参考人招致
  - 衆議院規則・参議院規則に基づき認められるもの。

### 国会法第104条に基づく資料提出要求
| 提出要求議決日             | 議院   | 委員会                     | 案件                                                           |
| -------------------------- | ------ | -------------------------- | -------------------------------------------------------------- |
| 1948年（昭和23年）6月11日  | 衆議院 | 不当財産取引調査特別委員会 | 西尾献金問題に関する西尾末広、地崎宇三郎の検察庁調書           |
| 1948年（昭和23年）6月18日  | 衆議院 | 不当財産取引調査特別委員会 | 西尾献金問題に関する検察庁調書                                 |
| 1948年（昭和23年）6月22日  | 衆議院 | 不当財産取引調査特別委員会 |                                                                |
| 1948年（昭和23年）6月28日  | 衆議院 | 不当財産取引調査特別委員会 |                                                                |
| 1948年（昭和23年）7月2日   | 衆議院 | 不当財産取引調査特別委員会 |                                                                |
| 1948年（昭和23年）7月28日  | 衆議院 | 不当財産取引調査特別委員会 |                                                                |
| 1948年（昭和23年）7月31日  | 衆議院 | 不当財産取引調査特別委員会 |                                                                |
| 1948年（昭和23年）8月4日   | 衆議院 | 不当財産取引調査特別委員会 |                                                                |
| 1948年（昭和23年）8月24日  | 衆議院 | 不当財産取引調査特別委員会 |                                                                |
| 1948年（昭和23年）8月25日  | 衆議院 | 不当財産取引調査特別委員会 |                                                                |
| 1948年（昭和23年）8月31日  | 衆議院 | 不当財産取引調査特別委員会 |                                                                |
| 1948年（昭和23年）9月1日   | 衆議院 | 不当財産取引調査特別委員会 |                                                                |
| 1948年（昭和23年）9月2日   | 衆議院 | 不当財産取引調査特別委員会 |                                                                |
| 1948年（昭和23年）9月25日  | 衆議院 | 不当財産取引調査特別委員会 |                                                                |
| 1948年（昭和23年）10月13日 | 衆議院 | 不当財産取引調査特別委員会 |                                                                |
| 1948年（昭和23年）11月4日  | 衆議院 | 不当財産取引調査特別委員会 |                                                                |
| 1948年（昭和23年）11月15日 | 衆議院 | 不当財産取引調査特別委員会 |                                                                |
| 1948年（昭和23年）12月7日  | 衆議院 | 不当財産取引調査特別委員会 |                                                                |
| 1948年（昭和23年）12月11日 | 衆議院 | 不当財産取引調査特別委員会 |                                                                |
| 1949年（昭和24年）7月15日  | 衆議院 | 考査特別委員会             |                                                                |
| 1949年（昭和24年）11月16日 | 衆議院 | 農林委員会                 |                                                                |
| 1969年（昭和44年）4月1日   | 参議院 | 社会労働委員会             |                                                                |
| 1994年（平成6年）2月22日   | 衆議院 | 予算委員会                 |                                                                |
| 1995年（平成7年）2月16日   | 衆議院 | 予算委員会                 | 東京協和信用組合・安全信用組合の預金者リスト                   |
| 2010年（平成22年）10月13日 | 衆議院 | 予算委員会                 | 海上保安庁が撮影した尖閣諸島中国漁船衝突事件におけるビデオ映像 |